# 플라이강둥근잎박쥐
플라이강둥근잎박쥐(Hipposideros muscinus)는 잎코박쥐과에 속하는 박쥐의 일종이다. 서뉴기니와 인도네시아 그리고 파푸아뉴기니에서 발견된다.